# Parafia Najświętszego Serca Pana Jezusa w Jeleniewie
Parafia Najświętszego Serca Pana Jezusa w Jeleniewie została utworzona w 1772 roku. Należy do dekanatu Suwałki – Miłosierdzia Bożego diecezji ełckiej. Kościół parafialny wybudowany w 1878, poświęcony w 1899. Parafię prowadzą księża diecezjalni.